# حارة الضيعه (صنعاء همدان)

تعديل مصدري - تعديل

حارة الضيعه هي إحدى حارات حي وسط ضلاع بضواحي صنعاء مديرية همدان، بلغ تعداد سكانها 266 نسمة حسب تعداد اليمن لعام 2004.